# Bjarni Fritzson
Bjarni Fritzson (ur. 12 września 1980 w Rejkiaviku) – islandzki piłkarz ręczny, reprezentant kraju. Obecnie występuje we francuskim Saint-Raphaël Var Handball. Największy sukces z reprezentacją odniósł podczas Igrzysk Olimpijskich 2008 w Pekinie, zdobywając srebrny medal olimpijski, choć występował jako zawodnik rezerwowy.

## Kluby
- IR Rejkiavik (1997-2005)
- Saint-Raphaël Var Handball (od 2005)

## Osiągnięcia
- Srebrny medal IO w Pekinie (2008)

## Odznaczenia
- Kawaler Orderu Sokoła Islandzkiego